# 九頭竜川ダム汚職事件

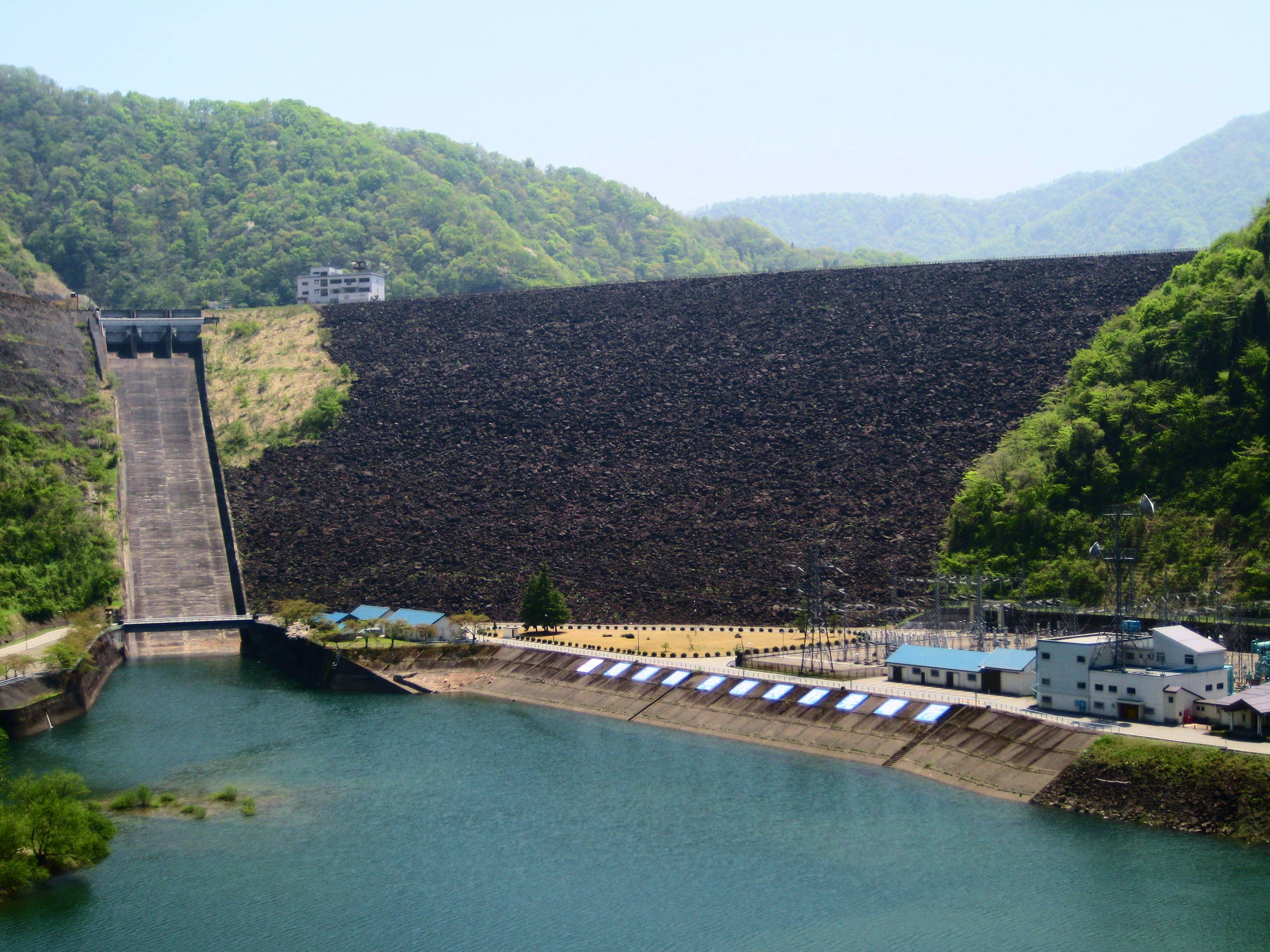
九頭竜ダム

九頭竜川ダム汚職事件（くずりゅうがわダムおしょくじけん）は、戦後の1965年に表面化した汚職事件である。なお、立件はされていない。

## 概要
| 電源開発目途額 | 44億9000万円 |
| 鹿島建設       | 41億3800万円 |
| ロワーリミット | 41億0835万円 |
| 間組           | 40億0980万円 |
| 熊谷組         | 40億0200万円 |
| 前田建設工業   | 39億9600万円 |
| 西松建設       | 39億7800万円 |

電源開発が計画した九頭竜川のダム（九頭竜ダム）の建設をめぐり、第一工区は指名競争入札で行われた。41億円の最高額で入札した鹿島建設が落札、間組、熊谷組、西松建設、前田建設工業の4社が最低落札価格を超えていないとして失格となった。池田勇人首相への政治献金を約束した鹿島建設と電源開発が結託して行った可能性があるとして、国会で田中彰治代議士が追及。だが、首相秘書官だった中林恭夫とこの問題を追及していたジャーナリスト、倉地武雄が相次いで不自然な死を遂げ、問題はうやむやになった。
石川達三は『金環蝕』として小説化し、映画化もされた。

## 年表
- 1962年
  - 7月18日：黒金泰美、第2次池田内閣第2次改造内閣で官房長官に就任（1964年7月18日まで）。
- 1964年
  - 7月10日：自民党総裁選挙で池田勇人が三選（同月18日、第3次池田内閣改造内閣発足）。
  - 8月27日：藤井崇治・電発総裁退任（3期6年の任期満了に伴うもの。翌日、後継総裁として吉田確太が就任）。
  - 9月17日：電発作業班、九頭竜ダム予定価格の作成作業を開始（24日まで）。
  - 9月24日：予定価格作成作業が終了。同日午後、ゼネコン各社の入札締切を経て電発役員会開催。同会にて落札選考基準と最低落札価格（ロワー・リミット）決定し厳封。
  - 10月1日：入札結果を役員会で開封。入札5社中、最低落札価格を超えたのは鹿島建設のみ（すなわち最高価額）で、同社に落札となる。
  - 同月：アングラ情報誌『マスコミ』（言論時代社刊）に”謎の政治献金5億円、九頭竜ダム入札に疑惑”の記事掲載。記事中、藤井・電発前総裁が”在任中から鹿島からの誘惑があり、先の自民党総裁選では池田首相は巨額借金をしていて、穴埋めに無理をしようとしている”と発言。
  - 10月25日：池田勇人、首相退陣表明。
  - 11月9日：後継首相に佐藤栄作。第1次佐藤内閣発足。
  - 12月：ダム建設による水没補償問題で、水没鉱山主の依頼により児玉誉士夫と渡辺恒雄が電発との仲介をはじめる。
- 1965年
  - 2月12日：中林恭夫（池田前首相秘書官事務取扱・当時、大蔵省証券局課長補佐）、自宅官舎屋上から転落死。
  - 2月25日：田中彰治代議士、衆院決算委員会席上で九頭竜川ダムの入札疑惑を追及。[2]
  - 2月28日：福井県、九頭竜川ダム建設計画を認可。
  - 3月4日：倉地武雄・言論時代社社長、藤井・電発前総裁を衆院決算委員会で参考人質疑。倉地は「記事内容に間違いない」と断言、藤井は発言内容を全面否定し、両者の意見が食い違う。また、小峰保榮・会計検査院長は「最低落札価格（ロワー・リミット）は矛盾」、伊藤栄樹・法務省刑事局刑事課長は「不正事件を担当した経験から何かがおかしい」とそれぞれ発言。[3]
  - 4月：九頭竜ダム工事着工。
  - 4月9日：倉地武雄、同三男に刺殺される。
  - 4月23日：吹原産業事件で、吹原弘宣・同社社長を逮捕。吹原は黒金の実印付保証書を用いて金融機関から預金証書を詐欺しており、黒金への疑惑が持ち上がる。
  - 5月10日：森脇将光、吹原産業事件で逮捕（私文書偽造・恐喝未遂）。その後、最高裁にて懲役5年、罰金3億5000万円の判決確定を受け、1980年に収監されるも、翌年、病気のため執行停止で出所、1989年の昭和天皇逝去に伴う特別恩赦で刑の執行免除となる。1991年、老衰のため死去（91歳没）。
  - 5月14日：高橋等・法相、「黒金保証書は偽造で、事件は、政界とは関係が無い」と記者会見。黒金泰美は立件を免れたものの事実上失脚、その後目立った活躍も無く1969年の総選挙で落選、その後、復帰したものの、1976年の総選挙で再度落選、政界を引退した（1986年死去）。
  - 7月7日：森脇は、1962年から1964年にかけて総額38億円の巨額脱税容疑で追起訴される。
  - 7月15日：渡辺喜三郎・鹿島建設副社長、肺炎のため自宅で死去。
  - 7月：児玉らによる水没補償の仲介は実らず、打ち切られる。
  - 8月13日：池田勇人が死去。
- 1966年
  - 8月5日：田中彰治・衆院決算委員長、虎ノ門国有地払い下げ事件にからみ、小佐野賢治・国際興業会長を脅迫し、2億4000万円の手形決済を延期させたとして逮捕される（田中彰治事件。1975年、控訴中に死去）。
- 1968年
  - 6月：九頭竜ダム完成。

## 虚構説
1990年代に事件の追跡取材を行った共同通信社社会部の魚住昭らは、この「事件」は「入札やり直しをもくろむ田中彰治や間組が描いた幻」であり、田中らが主張したような「事件」は存在しなかった、と主張している。
九頭竜ダムの入札では、目途額（見積価格）は44億9000万円、ロワーリミット（最低制限価格）の割引率は8.5%、したがってロワーリミットは44億9000万円×91.5%=41億835万円となった。田中らは、電源開発（電発）が目途額を不当に水増ししたためにロワーリミットがつり上げられ、そのことを事前に知っていた鹿島建設だけがロワーリミットを上回る価格で入札し落札した、と主張していた。ところが実際には、失格した間組、落札した鹿島の双方とも、独自に算出した見積は電発の目途額と同程度であり、水増しは確認できなかった。一方で、田中は以前から間組、藤井崇治・前電発総裁の両者と癒着関係にあり、藤井総裁在任中に談合で間組が九頭竜ダムの工事を落札するように画策していた。そのため、入札のやり直しを求める間組と、総裁復帰を画策する藤井、電発に対する通産省の影響を排除したい田中の三者が共謀して入札に対する疑惑を主張しようとしたが、藤井が途中で態度を豹変させたため、田中がその代わりに、以前に藤井を取材していた倉地武雄を引っ張り出したのだという。
実際には、入札手続き自体は公正だったが、ロワーリミットの割引率に関する情報を鹿島側が買収工作によって事前につかんでいた形跡があり、そのことが鹿島による落札につながったのではないか、という。